# Bataille de Sidi Bou Othmane
 (juillet 2024).
Si vous disposez d'ouvrages ou d'articles de référence ou si vous connaissez des sites web de qualité traitant du thème abordé ici, merci de compléter l'article en donnant les références utiles à sa vérifiabilité et en les liant à la section « Notes et références ».
Pacification du Maroc
La bataille de Sidi Bou Othmane est une importante bataille livrée à Sidi Bou Othmane, à quelque 40 kilomètres au nord de Marrakech, lors de la conquête française du Maroc.

## Déroulement
La colonne française commandée par le colonel Charles Mangin est victorieuse des forces du sud marocain Ahmed al-Hiba en septembre 1912.

## Conséquences
À la suite de la victoire, les Français prennent la ville de Marrakech et annexent le sud du Maroc dans le Protectorat français au Maroc. La conquête a été facilitée par la défection des grands caïds du sud marocain, comme Thami El Glaoui.